# 桑内·科伦
桑内·科伦（荷蘭語：Sanne Koolen，1996年3月23日—），荷兰女子曲棍球运动员，司职后卫。她曾代表荷兰国家队参加2020年夏季奥林匹克运动会曲棍球比赛，获得一枚金牌。